# 상호의존성 이론
상호 의존 이론은 대인 관계가 대인 관계(interpersonal relationship)를 통해 정의된다고 말하는 사회교환이론( social exchange theory)으로, 이는 "상호 작용하는 사람들이 서로의 경험에 영향을 미치는 과정"을 폭넓게 가리킨다. 이론의 가장 기본적인 원리는 방정식 I = ƒ [A, B, S]에 요약되어 있으며, 모든 대인 상호 작용(I)은 주어진 상황(S)의 함수(ƒ)와의 행동 및 상호 작용에서 개인들(A 와 B)의 특성이다. 이러한 맥락에서 이론의 네 가지 기본 가정은 1) 구조의 원리, 2) 변환의 원리, 3) 상호 작용의 원리, 4) 적응의 원리를 제안한다.

## 같이 보기
- 직소퍼즐 교실
- 정교화 가능성 모델
- 미세한 공격